# Pseudomastax falcicerca
Pseudomastax falcicerca är en insektsart som beskrevs av Marius Descamps 1973. Pseudomastax falcicerca ingår i släktet Pseudomastax och familjen Eumastacidae. Inga underarter finns listade i Catalogue of Life.